# تیپ ۱ نینوا

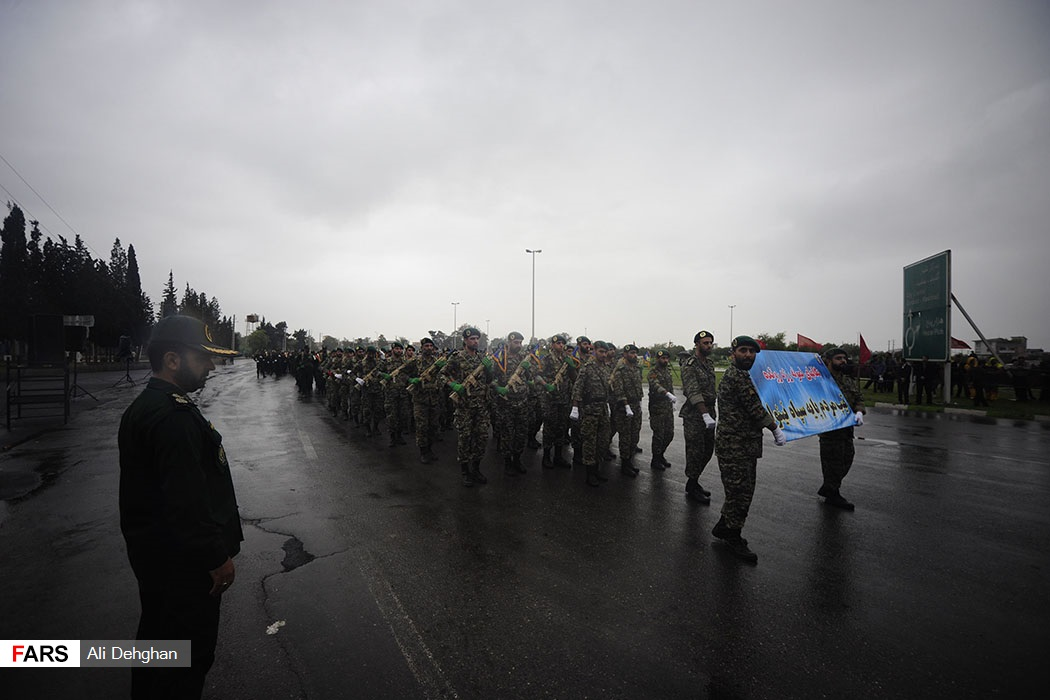
رژه نیروهای تیپ ۱ نینوا به‌مناسبت سالگرد جنگ ایران و عراق در سال ۱۳۹۸، گرگان

تیپ ۱ نینوا یا تیپ عملیاتی مردم‌پایهٔ ۱ نینوا از تیپ‌های پیاده نیروی زمینی سپاه پاسداران انقلاب اسلامی و تحت امر قرارگاه غدیر است، که ستاد فرماندهی و پادگان آن در شهر گرگان، استان گلستان مستقر می‌باشد. پیشینه شکل‌گیری تیپ ۱ نینوا به سال ۱۳۶۵ در خلال جنگ ایران و عراق بازمی‌گردد، که به‌عنوان یگان زیرمجموعه لشکر ۲۵ کربلا تأسیس شد. در طول جنگ ۱۶۷۵ نفر از اعضای این تیپ کشته شدند. هم‌اکنون سرهنگ پاسدار علی مهاجر وطن فرماندهی تیپ ۱ نینوا را برعهده دارد.